# العريف العالى (الحيمة الخارجية)

تعديل مصدري - تعديل

العريف العالى هي إحدى قرى عزلة الأعروش بمديرية الحيمة الخارجية التابعة لمحافظة صنعاء، بلغ تعداد سكانها 273 نسمة حسب تعداد اليمن لعام 2004.